# Basisindikatoransatz
Der Basisindikatoransatz ist das einfachste Verfahren zur Ermittlung der bankaufsichtlichen Eigenkapitalunterlegung für operationelle Risiken von Kreditinstituten im Rahmen von Basel II. In Deutschland sind die Regeln in der Solvabilitätsverordnung (§ 270f) umgesetzt. Alternative Verfahren sind der Standardansatz und der Advanced Measurement Approach. 2016 veröffentlichte der Basler Ausschuss für Bankenaufsicht ein Konsultationspapier, das eine mögliche Ablösung des Basisindikatoransatzes durch den Geschäftsindikator (Business Indicator) vorschlug. Diese Reformen wurden im Rahmen von Basel III weiterentwickelt, was zur Einführung des Standardised Measurement Approach (SMA) führte, der den bisherigen Basisindikatoransatz ersetzt.

## Berechnung des Eigenkapitalbedarfs bei Nutzung des Basisindikatoransatzes
Das Kreditinstitut ist bei Nutzung des Basisindikatoransatzes verpflichtet, zur Abdeckung des operationellen Risikos Eigenkapital in Höhe von 15 % des Dreijahresdurchschnittes des in der Solvabilitätsverordnung definierten Risikoindikators vorzuhalten. Der Durchschnitt ist über den Bruttoertrag der letzten drei Jahre zu ermitteln, wobei negative Werte bei der Durchschnittsbildung nicht berücksichtigt werden. Der Bruttoertrag ist anhand der GuV-Posten der Kreditinstituts-Rechnungslegungsverordnung (RechKredV) definiert.
Der Vorteil des Basisindikatoransatzes liegt in der einfachen Ermittlung der Eigenkapitalanforderungen. Er führt jedoch tendenziell zu einem höheren Kapitalbedarf als fortgeschrittene Ansätze wie der Standardansatz oder AMA. Dies reflektiert den höheren Risikograd durch den Verzicht auf differenzierte Risikomanagement-Methoden. Ein Nachteil des Ansatzes besteht darin, dass der verwendete Bruttoertrag nicht direkt mit dem Risikoexposure korreliert.